# ماساكو إيشيدا
ماساكو إيشيدا (باليابانية: 石田正子 ) (و. 1980  م) هي متزلجة يابانية، شاركت في الألعاب الأولمبية الشتوية 2010، وبطولة العالم للتزلج النوردي على الثلج 2009 ‏، والبطولة النرويجية التابعة للإتحاد العالمي للتزلج على الثلوج 2011 ‏، وبطولة العالم للتزلج النوردي على الثلج 2013 ‏، وبطولة العالم للتزلج النوردي على الثلج 2015، والبطولة النرويجية للاتحاد العالمي للتزلج على الثلوج 2007 ‏، والبطولة النرويجية للاتحاد العالمي للتزلج على الثلوج 2003 ‏، والبطولة النرويجية للاتحاد العالمي للتزلج على الثلوج 2005 ‏، والألعاب الأولمبية الشتوية 2014، والألعاب الأولمبية الشتوية 2006، وبطولة العالم للتزلج النوردي على الثلج 2017 ‏.
.

## التعليم
تعلمت في جامعة نيهون.

## روابط خارجية
- ماساكو إيشيدا على موقع الاتحاد الدولي للتزلج (التزلج الريفي) (الإنجليزية)
- ماساكو إيشيدا على موقع اللجنة الأولمبية الدولية (الإنجليزية)
- ماساكو إيشيدا على موقع أوليمبيديا (الإنجليزية)